# Elke Walther
Elke Walther (* 1. April 1967) ist eine deutsche Fußballtrainerin und ehemalige Fußball(national)spielerin.

## Karriere

### Vereine
Die Torfrau gehörte von der Saison 1990 bis 1992 zunächst dem Bundesligisten VfL Sindelfingen an, bevor sie ohne Punktspiel zur SSG 09 Bergisch Gladbach und anschließend zum TuS Niederkirchen wechselte. Von der Saison 2003/04 an gehörte sie vier Spielzeiten lang dem SC Freiburg an, für den sie am 30. Mai 2004 (19. Spieltag) bei der 1:3-Niederlage im Heimspiel gegen den Hamburger SV debütierte. Ihr viertes und letztes Bundesligaspiel für den Verein bestritt sie am 6. Mai 2007 (18. Spieltag) bei der 2:6-Niederlage im Auswärtsspiel gegen den FCR 2001 Duisburg. Walther war von 2006 bis 2022 Torwarttrainerin der SC-Frauen. Ihr Nachfolger zur Saison 2022/23 wurde Dominik Bergdorf. Zusätzlich war sie in der Saison 2003/04 Co-Trainerin sowie im Oktober 2007 interimistisch Cheftrainerin beim SC.

### Nationalmannschaft
Walther bestritt für die A-Nationalmannschaft 17 Länderspiele. Ihr Debüt gab sie am 21. März 1989 in Sofia beim 3:1-Sieg über die Auswahl Bulgariens mit Einwechslung für Marion Isbert in der 24. Minute. Sie nahm mit der Nationalmannschaft an der vom 16. bis 30. November 1991 in China erstmals ausgetragenen Weltmeisterschaft teil. Ihr einziges Turnierspiel war das mit 0:4 gegen die Auswahl Schwedens verlorene Spiel um Platz 3. Am 11. Oktober 1992 bestritt sie das in Moskau mit 7:0 gewonnene EM-Viertelfinalhinspiel gegen  die Auswahl Russlands. Gegen diese Auswahl absolvierte sie am 27. Oktober 1994 auch ihr letztes Länderspiel, das in Osnabrück mit 4:0 im EM-Viertelfinalrückspiel gewonnen wurde.